# 精準投放
精準投放（英語：Microtargeting，直譯微目標定位），泛指政黨或候選人在競選時，透過直效營銷和數據挖掘手段對選民進行市場劃分（聚類分析）。精準投放旨在分析選民的政治傾向，並幫助政黨和候選人尋找潛在支持者，在美國為兩大黨（共和黨和民主黨）和候選人常用的競選手法。「精準投放」一詞最早出現於2002年，由美國政治諮商顧問亞歷山大·帕頓·蓋奇提出。
政黨和候選人的競選團隊透過郵件、電話、私人拜訪、電視、電台、網絡廣告、電子郵件和簡訊等傳播管道和選民互動，藉此向選民籌款、邀請他們參加競選活動或擔任志願者以及督促他們投票。精準投放能根據資訊將選民分類，並針對不同的選民採取不同的行銷手法。

## 歷史
在美國，精準投放策略早在1992年加州的選舉便已被採用，但這種手法直至2004年才首次被用於全國性的選舉。該年適逢時任總統喬治·沃克·布什競選連任，共和黨全國委員會的布萊斯·黑澤爾伍德和卡爾·羅夫便採用精準投放策略，在18個州爭取其他手段較難接觸到的選民。事後證明競選策略湊效，布什團隊在愛荷華州和佛羅里達州分別成功接觸到92%和84%的支持者，相較於四年前只能接觸到50%左右的支持者進步許多。布什團隊之所以能有效運用精準投放策略，亞歷山大·帕頓·蓋奇和其創立的目標點諮商公司（TargetPoint Consulting）功不可沒。
2004年的選舉中，相較於共和黨，民主黨對精準投放的運用較為有限。有學者認為，民主黨候選人約翰·福布斯·凱瑞在愛荷華州輸給布什乃因未能善用精準投放策略，一些報導也將布什團隊於該地區的勝選視為精準投放的成功案例。有鑑於2004年的教訓，民主黨陣營於2006年的期中選舉開始廣泛採用精準投放策略。民主黨的選舉顧問團隊美國投票（America Votes）明尼蘇達分部的負責人喬許·敘加馬齊於2006年10月指出：「不可否認，對方（共和黨陣營）比我們更早重視精準投放的用處。儘管他們比我們領先四到六年，我們還是能迎頭趕上。」
2016年美國總統選舉競選期間，劍橋分析公司曾先後為泰德·克魯茲和唐納·川普獻策。不過，一些曾於劍橋分析公司擔任主管的人士聲稱，該公司在共和黨黨內初選階段也曾擔任克魯茲黨內的對手本·卡森的顧問，但公司為卡森提供的策略並未湊效。這一說法並未得到證實。

## 方法
精準投放透過分析人們的數位足跡推測每個人的喜好與性格，可算是直效營銷的一種應用。由於精準投放需要將大量選民的資料儲存於數據庫中，因此這種方法直至網際網路普及後才得以被廣泛應用。數據庫根據演算法推測每位選民的喜好與性格，其原理類似於Visa公司推測用戶消費習慣的方式。共和黨全國委員會的數據庫為選民之拱（Voter Vault），民主黨全國委員會的數據庫則為選票營造者（VoteBuilder）。此外，民主黨還擁有另一座由目錄名單公司（Catalist）建造的數據庫，並由哈羅德·伊克斯負責領導該900萬美元的專案。亞里斯多德公司（Aristotle, Inc.）則經營美國最大的非黨派數據庫。
資料庫存取的選民資訊除包括政黨傾向、投票頻率、政治捐款紀錄、參與政治活動的積極性等政治相關資訊，也包括個人習慣、購物紀錄等非關政治的資訊，後者多透過第三方信息經紀人購得。電腦模擬能透過這些資訊將選民進行分類，歸納出各種便於辨識的標籤，像是「無黨派、低收入的工會成員」、「支持低稅、積極反恐的溫和保守派」、「住在市郊、閱讀八卦小報的老年人」等，以推測每位選民這次選舉的投票意向。這些資訊還能透過地理資訊系統整合，除能分析出其中的規律，還能幫助競選團隊的志願者在前往潛在支持者家拜訪前規劃路徑，後者的原理相似於同物流公司在寄送包裹前會先計算最優化的運送路徑。
在過去，政黨和候選人透過電視等媒介爭取選民支持，選民所接受的資訊較為單一。精準投放問世後，由於有了更詳細的選民分類，各競選團隊便能針對不同類別的選民採取不同的策略和手法爭取他們的支持。以行動不便者為例，由於他們不適合參加大型造勢活動，因此競選團隊可派自願者親自前往他們家中爭取支持。

## 外部連結
- Romney's Data Cruncher （页面存档备份，存于） – 《華盛頓郵報》（網絡版） – 2007-07-05.
- Karl Rove's Split Personality （页面存档备份，存于） – 《名利場》（網絡版） – 2006-12.
- Va. Gubernatorial Hopefuls Use Data to Zero In on Voters （页面存档备份，存于） – 《華盛頓郵報》（網絡版） – 2005-08-28.